# Barbosa de Godois
Antonio Baptista Barbosa de Godois (São Luís, 10 de novembro de 1860 - Rio de Janeiro, 4 de setembro de 1923) foi um escritor, poeta e professor.

## Biografia
Foi um educador, escritor, poeta, historiador e político.
Formou-se em Direito pela Faculdade do Recife (atual Faculdade de Direito da Universidade Federal de Pernambuco), exercendo, no Maranhão, o cargo de procurador da Justiça Federal.
Como político, foi Deputado Estadual do Maranhão  e Vice-Presidente do Estado do Maranhão.
Exerceu o magistério, tendo lecionado, como professor da cadeira de História e Instrução Cívica  , entre outros, e dirigido (entre 1900 e 1905) a Escola Normal do Estado do Maranhão, e na Escola Modelo “Benedito Leite”, publicando inúmeras obras na área de educação.
Participou ativamente na imprensa de sua época e, aliado a intelectuais de expressão que então se empenhavam em resgatar a cultura e a literatura maranhense, fundou a Academia Maranhense de Letras, tendo ocupado a cadeira n.º 1, cujo patrono é o Professor Almeida Oliveira, atualmente ocupada por Sebastião Moreira Duarte.
Entre suas obras de maior destaque e importância, pode-se citar a “História do Maranhão”, em 2 volumes, publicada em 1904.
Como poeta, destaca-se sua composição da letra do Hino do Estado do Maranhão.

## Obras
- Instrução cívica (Resumo Didático) - Maranhão, 1900.
- História do Maranhão - Maranhão, 1904, 2 volumes.
- Escrita rudimentar - São Luís, 1904.
- À memória do Doutor Benedito Pereira Leite - Maranhão, 1905.
- O mestre e a escola - Maranhão, 1911.
- Higiene pedagógica - São Luís, 1914.
- Os ramos da educação na Escola Primária - São Luís, 1914.
- Doutor Almeida Oliveira. Discurso na Academia, in RAML. Vol. I - São Luís, 1919.